# Coilodera diardi
Coilodera diardi är en skalbaggsart som beskrevs av Hippolyte Louis Gory och Achille Rémy Percheron 1833. Coilodera diardi ingår i släktet Coilodera och familjen Cetoniidae. Inga underarter finns listade i Catalogue of Life.

## Bildgalleri

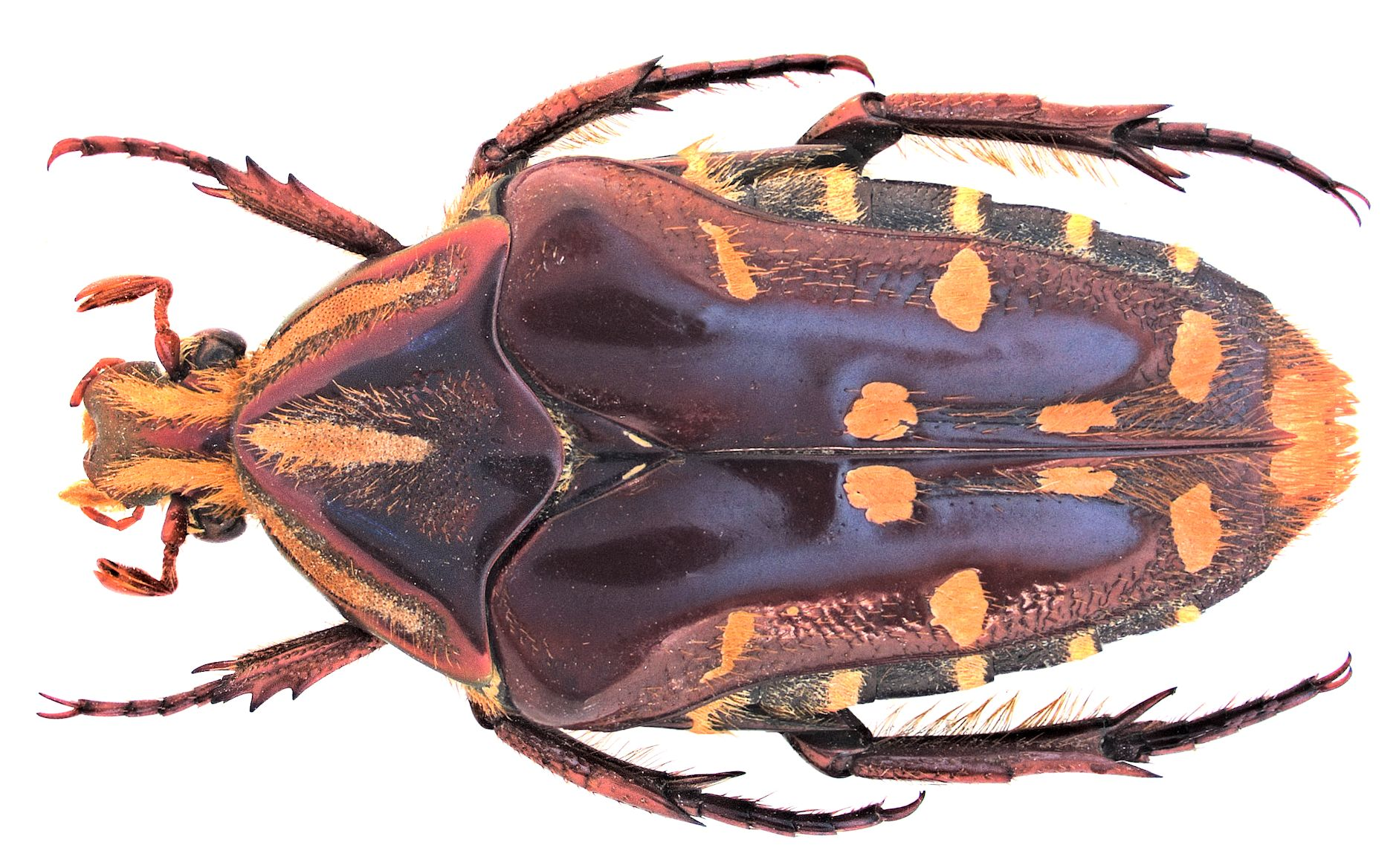
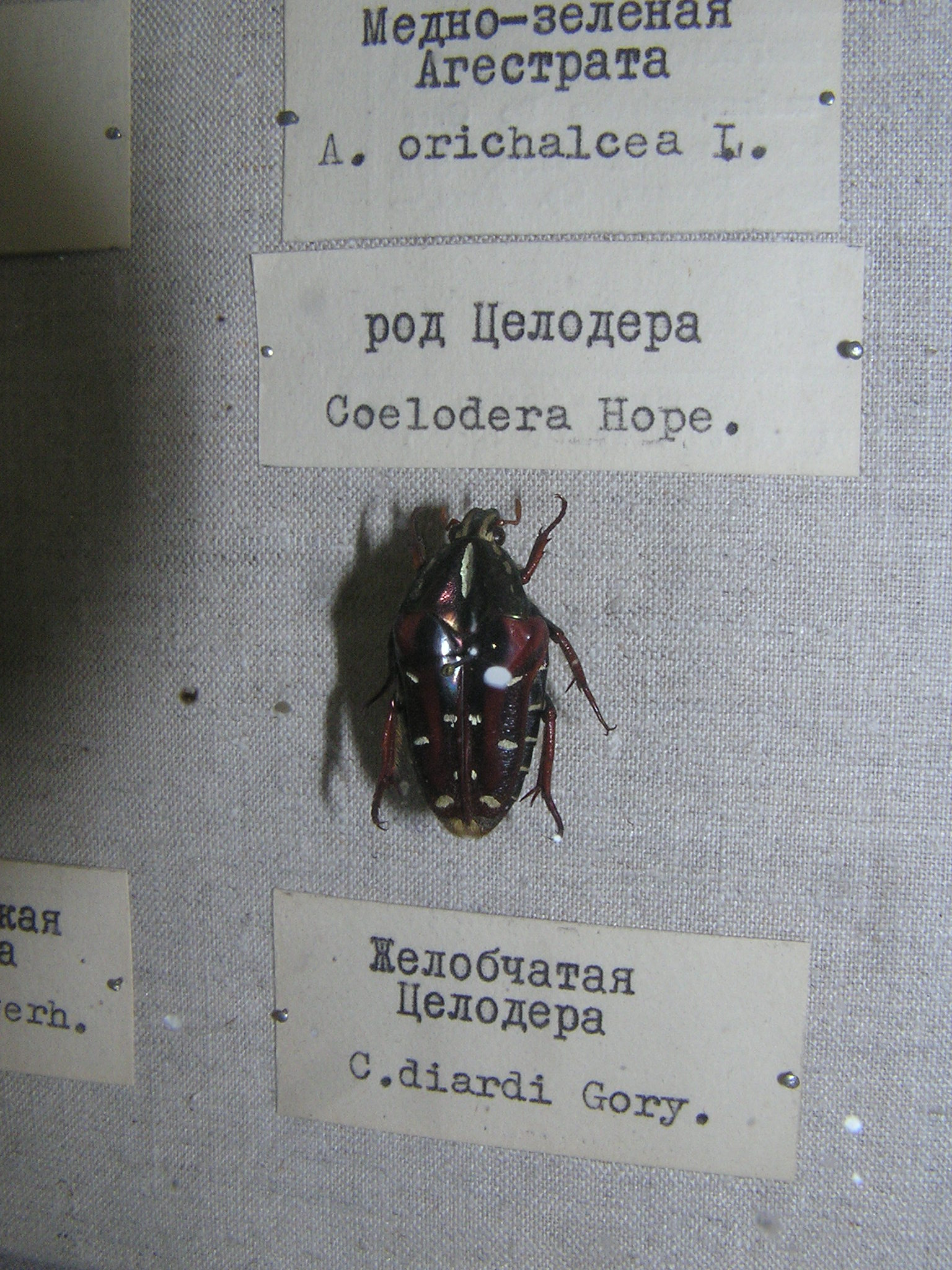